# Jeppe Jensen (Manager)
Jeppe Jensen (* 1980 in Ilulissat) ist ein grönländischer Manager.

## Leben
Jeppe Jensen ist der zweite von drei Söhnen des dänischen Managers Søren Peter Jensen (* 1946) und der grönländischen Politikerin Marianne Jensen geb. Kristensen (* 1949). Sein Großvater Arthur Juul Søren Christian Jensen (1919–1989) war in den 1980er Jahren Bürgermeister der Holstebro Kommune. Er wurde in Ilulissat, der Heimat seiner Mutter, geboren und wuchs dort sowie später in Nuuk auf. 2007 schloss er ein Studium in International Business an der Handelshochschule in Aarhus ab. Später arbeitete er bei TELE-POST, zuletzt als Vertriebschef. 2017 wurde er als Kommerzieller Direktor bei Mittarfeqarfiit angestellt. Er übte das Amt bis 2021 aus, als er als Nachfolger von Peter Grønvold Samuelsen zum Administrierenden Direktor beim Staatskonzern KNI ernannt wurde, den er in einem skandalösen Zustand übernahm.